# Aveva
AVEVA Group plc est une multinationale britannique de conseil en technologies de l'information dont le siège est à Cambridge, en Angleterre. Elle est cotée à la Bourse de Londres et fait partie de l'indice FTSE 100. L'entreprise a démarré sous le nom de Computer-Aided Design Center (ou CADCenter ) qui a été créée à Cambridge en 1967 par le ministère britannique de la technologie et l'université de Cambridge.

## Histoire

### Histoire de l'entreprise
Les origines d'AVEVA remontent à 1967 à Cambridge, en Angleterre, avec la création du CAD Center, comme on l'appelait plus communément, et qui devint officiellement plus tard Aveva. Il s'agissait d'un institut de recherche financé par le gouvernement créé par le ministère britannique de la technologie, avec pour mission de développer des techniques de conception assistée par ordinateur et de promouvoir leur adoption par l'industrie britannique. Son premier directeur était Arthur Llewelyn, qui a d'abord sous-traité le recrutement et la gestion du personnel spécialisé à ICL.
Le centre a effectué des recherches sur la CAO. Parmi les premiers salariés on peut citer les frères Dick Newell et Martin Newell, qui sont devenus bien connus dans la communauté mondiale de la CAO. Dick Newell a supervisé la création du système de gestion de la conception d'usine (PDMS) pour la conception 3D d'une usine de traitement. Il a ensuite cofondé deux sociétés de logiciels - Cambridge Interactive Systems (CIS), connue pour son système de CAO 2D/3D Medusa, et Smallworld avec son SIG éponyme Smallworld ( système d'information géographique ). Martin Newell est ensuite allé à l'université de l'Utah où il a fait un travail de pionnier en modélisation solide 3D; il était aussi l'un des ancêtres de PostScript.
CADCenter est devenu une société privée en 1983, et a fait l'objet d'un rachat par la direction en 1994 sous la direction de son premier directeur général, le Dr Bob Bishop. Il est devenu une société cotée en bourse en 1996. Il a changé son nom en AVEVA en 2001.
Schneider Electric détient en 2017 60% d'Aveva. Ses actionnaires ont approuvé le 25 novembre 2022, l'offre ferme d'achat faite par Schneider Electric, qui doit ainsi reprendre la part du capital de l'entreprise britannique qu'il ne détenait pas encore.

### Acquisitions
- Le 21 avril 2004, la société a acquis Tribon Solutions, un fournisseur mondial du logiciel d'architecture navale « Tribon » pour la construction navale et la conception marine, pour 35 millions $. L'acquisition a été finalisée le 19 mai 2004[10]. Tribon a été initialement développé par Kockum Computer Systems (KCS) pour la conception de navires commerciaux et navals. KCS a été séparé des chantiers navals de Kockums en tant que société indépendante, rebaptisée plus tard Tribon Systems. La famille de programmes Tribon crée un ensemble commun de bases de données contenant les détails de conception du navire[11].
- Le 31 mars 2005, la société a acquis Realitywave, Inc., développeurs d'une plateforme de collaboration et de streaming Web, pour 3,2 millions £[12].
- Le 30 mars 2009, AVEVA a annoncé l'acquisition d'iDesignOffice Pty Ltd, une société technologique d'ingénierie d'instrumentation basée à Melbourne, en Australie, spécialisée dans les produits pour les industries végétales et marines[13].
- Le 3 juin 2010, AVEVA Solutions Ltd, une unité détenue à 100 % par AVEVA Group plc, a annoncé l'acquisition de l'activité MARS de Logimatic auprès de Logimatic Holdings A/S pour 12,8 millions £. Cette acquisition a été finalisée le 30 juin 2010 et les produits et services MARS ont été fusionnés dans le groupe Enterprise Solutions d'AVEVA et alignés sur sa solution phare AVEVA NET[14].
- Le 3 juin 2010, AVEVA Solutions Ltd a acquis les activités pétrolières et gazières d'ADB Systemer AS, un fournisseur basé à Sola de logiciels de gestion de l'intégrité des opérations destinés aux propriétaires exploitants de l'industrie pétrolière et gazière[14].
- Le 3 octobre 2011, AVEVA a annoncé l'acquisition de la division logicielle LFM (Light Form Modeller) de Z+F UK Limited, ce qui lui a permis de se développer sur le marché de la capture de données 3D[15].
- Le 23 mai 2012, AVEVA a annoncé l'acquisition du groupe de sociétés Bocad basé en Belgique et en Allemagne, un fournisseur de logiciels de modélisation des informations sur le bâtiment[16] pour 14 millions £. L'acquisition a renforcé les capacités d'AVEVA en matière de détails structurels 3D pour les marchés des centrales, de la marine et de la construction[17].
- Le 17 décembre 2012, AVEVA a annoncé l'acquisition de tous les actifs liés au logiciel avancé de visualisation et de simulation de Global Majic Software, Inc. basé à Huntsville, Alabama[18].
- Le 5 janvier 2015, AVEVA a annoncé l'acquisition de 8over8 Limited, basée à Derry, pour 26,9 millions de livres sterling. 8over8 fournit un logiciel de gestion des risques contractuels - ProCon - pour les secteurs du pétrole, du gaz et des mines, ainsi que d'autres industries d'infrastructure[19].
- Le 25 août 2020, AVEVA a annoncé un accord pour acquérir OSIsoft pour 5 milliards de dollars américains dans le cadre de l'une des plus importantes transactions conclues par une société technologique basée au Royaume-Uni[20],[21],[22]. L'acquisition a été finalisée le 19 mars 2021 pour une contrepartie finale de 3 831,4 millions de livres sterling[23],[24].

### L'activité Logiciels industriels de Schneider Electric s'associe à AVEVA
Le 1er mars 2018, AVEVA a accepté de fusionner avec l'activité de logiciels industriels de Schneider Electric, basée en France. Schneider Electric est devenu le premier actionnaire avec une participation de 60 %.
En septembre 2022, Schneider Electric fait une offre de reprise de 100% du capital d'Aveva au prix de 3100 pence par action ce qui valorise Aveva à 10 milliards de livres sterling.

## Stade
En 2019 à Houston, au Texas, un nouveau stade portant le nom de l'entreprise a été inauguré et est devenu le siège de l'équipe de rugby professionnelle des Houston SaberCats.

### Traduction
- (en) Cet article est partiellement ou en totalité issu de l’article de Wikipédia en anglais intitulé « Aveva » (voir la liste des auteurs).